# Loggia Rucellai
La Logia Rucellai, entre via della Vigna Nuova y piazza Rucellai, es la única logia que antes pertenecía a una familia privada que queda en Florencia.

## Historia y descripción
Fue creado por Antonio di Migliorino Guidotti, quien se inspiró en los diseños de Leon Battista Alberti para el Palazzo Rucellai, que se encuentra enfrente. Creó una espaciosa logia renacentista, con el escudo de armas de la familia Rucellai en el frontón de la vela, también símbolo de la fortuna. Consta de tres arcos de medio punto con columnas en el centro y pilastras en los ángulos.
Fue realizada para celebrar el matrimonio de 1466 entre Bernardo Rucellai y Nannina de' Medici, hermana mayor de Lorenzo el Magnífico, que selló la alianza entre estas dos importantes familias. Así también se dispuso el área frente al edificio, creando una pequeña plaza tranquila donde los ideales renacentistas de belleza y elegancia se expresan plenamente.

En 1677 fue cerrada para albergar el estudio del escultor Giovan Battista Foggini. En 1963 fue restaurado para devolverle su forma original y albergó durante mucho tiempo el prestigioso negocio de anticuario de Alberto Bruschi. Hoy, encerrado por un cristal transparente, está ocupado por un establecimiento comercial.

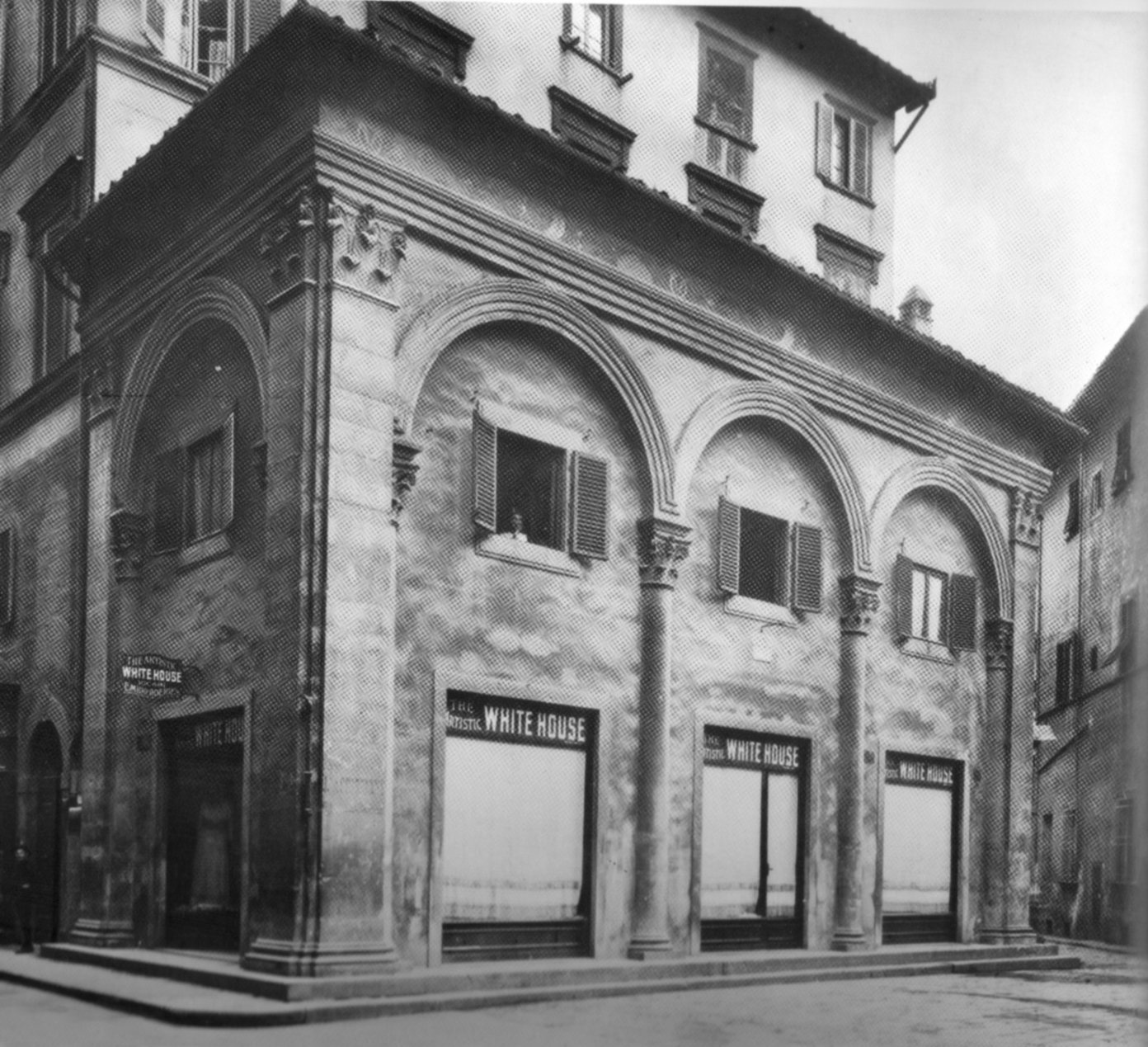
La logia se cerró alrededor de 1880.
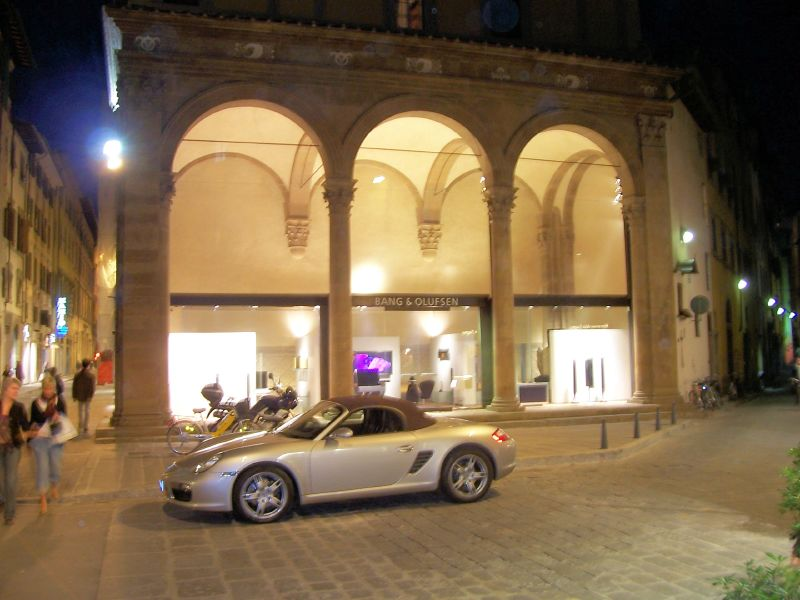
Vista nocturna